# Реаско, Хенесис
Хенесис Розангела Реаско Вальдес (исп. Génesis Rosangela Reasco Valdez; 18 июля 1987, Манаби, Эквадор) — эквадорская спортсменка, борец вольного стиля.

## Карьера
В начале августа 2019 года Реаскос принимала участие на Панамериканских играх 2019 года, проходивших в Лиме. В середине марта 2020 года она участвовала в панамериканском квалификационном олимпийском турнире, проходившем в Оттаве, где ей не удалось завоевать квоту на летние Олимпийские игры в Токио.. Ей также не удалось пройти квалификацию к играм в Токио на Всемирном олимпийском квалификационном турнире, проходившем в Софии. В конце мая 2021 года в финале Панамериканского чемпионата в Гватемале она уступила американке Аделайн Грей, став серебряным призёром. В начале ноября 2021 года в Белграде на чемпионате мира до 23 лет в схватке за бронзовую медаль она уступила Кайли Уэлкер из США. В начале июля 2022 года в колумбийском Вальедупаре она стала серебряным призёром. В середине сентября 2022 года в Белграде на чемпионате мира, в схватке за 3 место она проиграла Юке Кагами из Японии. В середине октября 2022 года в Асунсьоне она стала победителем Южноамериканских игр, победив Марию Акоста из Венесуэлы в финале. В начале мая 2023 года, одолев в схватке за 3 место Эмелин Корчино из Доминиканской Республики, она стала обладателем бронзовой медали на панамериканском чемпионате в Буэнос-Айресе. В сентябре 2023 года она неудачно выступила на чемпионате мира в Белграде, где в первой схватке уступила Милаймис Марин из Кубы. В начале ноября 2023 года, победив в схватке за 3 место Атзимбу Ландаверде из Мексики, получила бронзовую медаль на Панамериканских играх в Сантьяго. В феврале 2024 года в Акапулько, одолев в финале Татьяну Рентерию из Колумбии, стала победителем панамериканского чемпионата. Несколько дней спустя на Панамериканском квалификационном турнире, в том же Акапулько, она получила квоту для Эквадора на Олимпийские игры, которые пройдут в Париже.